# Bayt al-Shaykh Yunis
Bayt al-Shaykh Yunis (tiếng Ả Rập: بيت الشيخ يونس, cũng đánh vần Beit al-Sheikh Yunes) là một ngôi làng ở phía tây bắc Syria, một phần hành chính của Tỉnh Tartus. Nó nằm giữa Safita (về phía đông) và Ras al-Khashufah (về phía tây). Theo Cục Thống kê Trung ương Syria (CBS), Bayt al-Shaykh Yunis có dân số 2.199 trong cuộc điều tra dân số năm 2004. Cư dân của nó chủ yếu là Alawites.